# The Blue Economy
The Blue Economy: 10 years – 100 innovations – 100 million jobs es un libro de 2010 escrito por Gunter Pauli.  El libro afronta un problema de proporciones  importantes, nada menos que la reforma de la manera en que se puede pensar sobre el medio ambiente, la agricultura, la manufactura, los residuos con el fin de cuadrar el círculo del desarrollo sostenible con el planeta en el que nos encontramos. En realidad propone una forma de rediseñar todo nuestro modo de vivir y de producir la copia de la naturaleza, que nunca ha tenido necesidad de utilizar combustibles fósiles para producir y disponer de todo lo necesario, como lo estamos haciendo en cambio, empobreciendo el planeta a expensas de futuras generaciones. El informe fue solicitado por el Club de Roma.
Gunter Pauli se inspira  en el  desafío de nuevos e innovadores modelos de producción que van más allá de los conceptos de ecoeficiencia y del "Análisis del Ciclo de la Vida" y, como nos recuerda una de las figuras pioneras de biomimetismo Janine Benyus, que "introduce una era basada no en lo que podemos extraer de la naturaleza, sino en lo que podemos aprender de ella".
Hasta 2014, el libro se ha traducido a 35 idiomas, incluido el español, con el título La economía azul, en todo el mundo.

## Contenido
El libro destaca los beneficios potenciales de conectar y combinar problemas medioambientales aparentemente dispares con soluciones científicas de código abierto basadas en procesos físicos comunes en el mundo natural, para crear soluciones que sean beneficiosas para el medio ambiente y que tengan beneficios financieros y sociales más amplios. El libro sugiere que podemos modificar la forma en que llevamos a cabo nuestros procesos industriales y abordar los problemas medioambientales resultantes, dejando de utilizar recursos raros y de alto coste energético para buscar soluciones basadas en tecnologías más sencillas y limpias. El libro propone centrarse en la generación de más valor, en lugar de reducir ciegamente los costes. El libro pretende inspirar a los empresarios para que adopten sus ideas, demostrando las formas en que esto puede generar beneficios económicos a través de la creación de puestos de trabajo, la reducción del uso de energía y más flujos de ingresos en cada paso del proceso, beneficiando al mismo tiempo a las comunidades involucradas.
The Blue Economy (La Economía Azul, en español) se presenta en 14 capítulos, cada uno de los cuales investiga un aspecto de las economías del mundo y ofrece una serie de innovaciones capaces de hacer sostenibles aspectos de esas economías.